# Clásico Manabita
El clásico manabita es un partido de fútbol en el cual se enfrentan a los dos equipos más importantes y populares de la provincia de Manabí, Liga Deportiva Universitaria de Portoviejo (El ídolo de Manabí) y el Delfín Sporting Club de Manta (El más grande de Manabí). Diversos son los factores que hacen rivalizar a ambos clubes, entre ellos la eterna rivalidad entre las ciudades de Manta y Portoviejo.

## Historia

### Campeonato Nacional
| Partido N.º | Año  | División | Equipo      | Equipo      | Estadio                   |
| ----------- | ---- | -------- | ----------- | ----------- | ------------------------- |
| 1           | 1992 | Serie A  | LDUP 1      | Delfín SC 1 | Reales Tamarindos         |
| 2           | 1992 | Serie A  | Delfín SC 2 | LDUP 1      | Jocay                     |
| 3           | 1994 | Serie A  | LDUP 0      | Delfín SC 0 | Reales Tamarindos         |
| 4           | 1994 | Serie A  | Delfín SC 0 | LDUP 1      | Jocay                     |
| 5           | 1994 | Serie A  | Delfín SC 0 | LDUP 0      | Jocay                     |
| 6           | 1994 | Serie A  | LDUP 0      | Delfín SC 0 | Reales Tamarindos         |
| 7           | 1995 | Serie A  | Delfín SC 3 | LDUP 2      | Jocay                     |
| 8           | 1995 | Serie A  | LDUP 3      | Delfín SC 0 | Reales Tamarindos         |
| 9           | 1995 | Serie A  | Delfín SC 1 | LDUP 1      | Jocay                     |
| 10          | 1997 | Serie B  | Delfín SC 2 | LDUP 1      | Jocay                     |
| 11          | 1997 | Serie B  | LDUP 0      | Delfín SC 0 | Reales Tamarindos         |
| 12          | 1997 | Serie B  | LDUP 2      | Delfín SC 2 | Reales Tamarindos         |
| 13          | 1997 | Serie B  | Delfín SC 0 | LDUP 0      | Jocay                     |
| 14          | 2000 | Serie B  | LDUP 1      | Delfín SC 1 | Reales Tamarindos         |
| 15          | 2000 | Serie B  | Delfín SC 0 | LDUP 0      | Jocay                     |
| 16          | 2000 | Serie B  | LDUP 2      | Delfín SC 0 | Reales Tamarindos         |
| 17          | 2000 | Serie B  | Delfín SC 2 | LDUP 0      | Jocay                     |
| 18          | 2001 | Serie A  | LDUP 3      | Delfín SC 1 | Reales Tamarindos         |
| 19          | 2001 | Serie A  | Delfín SC 2 | LDUP 1      | Jocay                     |
| 20          | 2001 | Serie A  | LDUP 2      | Delfín SC 3 | Reales Tamarindos         |
| 21          | 2001 | Serie A  | Delfín SC 3 | LDUP 2      | Jocay                     |
| 22          | 2002 | Serie B  | LDUP 2      | Delfín SC 1 | Reales Tamarindos         |
| 23          | 2002 | Serie B  | Delfín 0    | LDUP 0      | Jocay                     |
| 24          | 2002 | Serie B  | LDUP 0      | Delfín SC 0 | Reales Tamarindos         |
| 25          | 2002 | Serie B  | Delfín SC 0 | LDUP 1      | Jocay                     |
| 26          | 2004 | Serie B  | LDUP 1      | Delfín SC 0 | Reales Tamarindos         |
| 27          | 2004 | Serie B  | Delfín SC 2 | LDUP 2      | Jocay                     |
| 28          | 2004 | Serie B  | Delfín SC 1 | LDUP 3      | Jocay                     |
| 29          | 2004 | Serie B  | LDUP 3      | Delfín SC 3 | Reales Tamarindos         |
| 30          | 2005 | Serie B  | Delfín SC 2 | LDUP 1      | Jocay                     |
| 31          | 2005 | Serie B  | LDUP 1      | Delfín SC 1 | Reales Tamarindos         |
| 32          | 2005 | Serie B  | Delfín SC 3 | LDUP 1      | Jocay                     |
| 33          | 2005 | Serie B  | LDUP 1      | Delfín SC 0 | Reales Tamarindos         |
| 34          | 2006 | Serie B  | LDUP 1      | Delfín SC 0 | Reales Tamarindos         |
| 35          | 2006 | Serie B  | Delfín SC 0 | LDUP 2      | Jocay                     |
| 36          | 2006 | Serie B  | LDUP 3      | Delfín SC 1 | Reales Tamarindos         |
| 37          | 2006 | Serie B  | Delfín SC 2 | LDUP 2      | Jocay                     |
| 38          | 2007 | Serie B  | LDUP 3      | Delfín SC 1 | Reales Tamarindos         |
| 39          | 2007 | Serie B  | Delfín SC 1 | LDUP 2      | Jocay                     |
| 40          | 2007 | Serie B  | LDUP 2      | Delfín SC 1 | Reales Tamarindos         |
| 41          | 2007 | Serie B  | Delfín SC 2 | LDUP 0      | Jocay                     |
| 42          | 2012 | Segunda  | LDUP 2      | Delfín SC 1 | Reales Tamarindos         |
| 43          | 2012 | Segunda  | Delfín SC 3 | LDUP 1      | Jocay                     |
| 44          | 2013 | Segunda  | Delfín SC 1 | LDUP 1      | Jocay                     |
| 45          | 2013 | Segunda  | LDUP 1      | Delfín SC 0 | Reales Tamarindos         |
| 46          | 2013 | Segunda  | LDUP 1      | Delfín SC 2 | Reales Tamarindos         |
| 47          | 2013 | Segunda  | Delfín SC 0 | LDUP 0      | Jocay                     |
| 48          | 2014 | Serie B  | Delfín SC 0 | LDUP 2      | Jocay                     |
| 49          | 2014 | Serie B  | LDUP 2      | Delfín SC 1 | Reales Tamarindos         |
| 50          | 2014 | Serie B  | Delfín SC 2 | LDUP 2      | Jocay                     |
| 51          | 2014 | Serie B  | LDUP 1      | Delfín SC 1 | Reales Tamarindos         |
| 52          | 2015 | Serie B  | LDUP 0      | Delfín SC 1 | Olímpico de Santo Domingo |
| 53          | 2015 | Serie B  | Delfín SC 1 | LDUP 1      | Jocay de Manta            |
| 54          | 2015 | Serie B  | LDUP 3      | Delfín SC 1 | Reales Tamarindos         |
| 55          | 2015 | Serie B  | Delfín SC 1 | LDUP 1      | Jocay de Manta            |
| 57          | 2020 | Serie A  | LDUP 2      | Delfín SC 1 | Reales Tamarindos         |
| 58          | 2020 | Serie A  | Delfin SC 4 | LDUP 2      | Jocay de Manta            |